# Dorfsulza
Dorfsulza gehört zur Kernstadt der Landgemeinde Stadt Bad Sulza im Landkreis Weimarer Land in Thüringen.

## Geografie
Dorfsulza liegt östlich der Ilm und der Bahntrasse Erfurt–Halle–Leipzig im Tal und am Anstieg des Südosthanges zur Anhöhe um Schmiedehausen. Die Landesstraße 2156 (ehemalige Salzstraße) führt durch die Ilmaue und beginnt dann mit steilem Anstieg und kurvenreich vor Bergsulza.

## Geschichte
Erstmals erwähnt wurde das Dorf im Jahre 1512 im Erbbuch des Amtschössers zu Niederroßla. Der Ort gehörte seit Mitte des 15. Jahrhunderts zum wettinischen ab 1485 ernestinischen Amt Roßla, welches 1572 zu Sachsen-Weimar, 1603 zu Sachsen-Altenburg, 1672 wieder zu Sachsen-Weimar und 1741 zu Sachsen-Weimar-Eisenach kam. Bei der Verwaltungsreform des Großherzogtums Sachsen-Weimar-Eisenach kam der Ort 1850 zum Verwaltungsbezirk Weimar II (Verwaltungsbezirk Apolda). 1907 wurden Stadt Sulza und das Dorf Sulza zur Stadt Bad Sulza vereinigt.
Bis zur Reformation hatte Dorfsulza, auch nur „Sulza“ genannt (im Gegensatz zu Stadtsulza/Sulza oppidum und Bergsulza/monte Sulza) eine eigene Pfarrkirche. Diese war dem Heiligen Wigbert geweiht. In der Heimatliteratur wird diese fälschlicherweise auf Bergsulza bezogen. Gemäß der evangelisch-lutherischen Lehre führte die Kirche forthin keinen Heiligennamen. Bis 1926 war die Kirche Filial von Stadtsulza und wurde dann an die neu gegründete katholische Gemeinde übergeben. Diese weihte die Kirche auf den Namen St. Johannes Evangelista. Die mehrfach erwähnte Nennung einer Marienkirche im Jahre 1293 ist nicht belegbar.
Dorfsulza wird geprägt von Gästebetreuung und Gastfreundschaft. Die günstige Lage der Ilmaue und bewaldeten Hänge hat Einfluss auf den Anbau von Obst und gärtnerischen Kulturen, was wiederum auf die Naturnähe wirkt.
Der Bahnhof und die Kureinrichtungen wirken auch positiv auf das Dorfleben in der Stadt.